# New Denver (Columbia Britannica)
New Denver è un villaggio della provincia canadese della Columbia Britannica, nel Kootenays. È situato nell'estremità nord-orientale del Lago Slocan, a 100 km dalla città di Nelson.
Secondo il censimento del 2024, il villaggio ha 529 abitanti.

## Storia
Nel 1891, il cercatore Eli Carpenter, scoprì un giacimento di argento sul Monte Payne, un evento che ha dato inizio corsa all'estrazione dell'argento nello Slocan, e che portò alla fondazione delle città di New Denver, Slocan e Silverton.
New Denver è stato fondato nel 1892, e, nel corso della storia ha cambiato il nome varie volte: per un mese si chiamava Slocan City, Eldorado City per sette mesi e infine New Denver.
Il 12 gennaio 1929, New Denver è stato incorporato come villaggio.
Durante la Seconda guerra mondiale, nel villaggio, vennero costruiti campi di  internamento di canadesi-giapponesi. Nel 1942, almeno 22.000 canadesi-giapponesi furono internati a New Denver.

## Cultura

### Musei
Nel villaggio è presente il Nikkei Internment Memorial Centre (NIMC), un museo dedicato a tutti i canadesi-giapponesi internati a New Denver.